# Fortune Global 500 (2020)
Navigation
Fortune Global 500 (2019) Fortune Global 500 (2021)
Le Fortune Global 500 (2020) est le classement établi par le magazine économique américain Fortune des 500 plus grandes entreprises mondiales classées par leur chiffre d'affaires de 2019.

## Classement des entreprises...

### … par CA
Le tableau ci-dessous présente les 10 plus grandes entreprises mondiales classées par chiffre d'affaires en 2019, selon le classement Fortune Global 500 publié en 2020 par le magazine Fortune. Les chiffres d'affaires sont exprimés en millions de dollars américains.
| Rang | Nom                                  | Siège social                  | Pays       | Chiffre d'affaires (millions $) | Bénéfice (millions $) | Employés  | Branche               | Directeur général (CEO) | Évolution 2019 |
| ---- | ------------------------------------ | ----------------------------- | ---------- | ------------------------------- | --------------------- | --------- | --------------------- | ----------------------- | -------------- |
| 1.   | Walmart                              | Bentonville                   | États-Unis | 559 151                         | 13 510                | 2 300 000 | Commerce de détail    | Doug McMillon           | =              |
| 2.   | State Grid                           | Pékin                         | Chine      | 386 617                         | 5 580                 | 896 360   | Énergie               | Liu Zhenya              | +1             |
| 3.   | Amazon                               | Seattle                       | États-Unis | 386 064                         | 21 331                | 1 298 000 | Commerce électronique | Andy Jassy              | +6             |
| 4.   | China National Petroleum Corporation | Pékin                         | Chine      | 283 957                         | 4 575                 | 1 242 245 | Pétrole et Gaz        | Zhou Jiping             | =              |
| 5.   | Sinopec                              | Pékin                         | Chine      | 283 727                         | 6 205                 | 553 833   | Pétrole et Gaz        | Wang Yupu               | -3             |
| 6.   | Apple                                | Cupertino, en Californie      | États-Unis | 274 515                         | 57 411                | 147 000   | Électronique          | Tim Cook                | +6             |
| 7.   | CVS Health                           | Woonsocket, dans Rhode Island | États-Unis | 295 000                         | 7 179                 | 256 500   | Santé et pharmacie    | Larry Merlo             | +6             |
| 8.   | UnitedHealth Group                   | Minnetonka, Minnesota         | États-Unis | 257 141                         | 15 403                | 330 000   | Santé                 | Stephen Hemsley         | +7             |
| 9.   | Toyota Motor Corporation             | Toyota, Aichi                 | Japon      | 256 721                         | 21 180                | 366 283   | Automobiles           | Akio Toyoda             | +1             |
| 10.  | Volkswagen AG                        | Wolfsburg, en Basse-Saxe      | Allemagne  | 253 965                         | 10 103                | 662 575   | Automobiles           | Herbert Diess           | -3             |

### ... par bénéfice
| Rang | Nom                                   | Bénéfice (millions $) |
| ---- | ------------------------------------- | --------------------- |
| 1.   | Apple                                 | 57 411                |
| 2.   | Saudi Aramco                          | 49 286                |
| 3.   | SoftBank Group                        | 47 052                |
| 4.   | Industrial & Commercial Bank of China | 45 783                |
| 5.   | Microsoft                             | 44 281                |
| 6.   | Berkshire Hathaway                    | 42 521                |
| 7.   | Alphabet                              | 40 269                |
| 8.   | China Construction Bank               | 39 282                |
| 9.   | Agricultural Bank of China            | 31 293                |
| 10.  | Meta Platforms                        | 29 146                |

## Source
La source de cette page vient directement du site internet du Magazine Fortune.
Source: https://fortune.com/ranking/global500/

## Note
1. ↑  Classement à ne pas confondre avec le Fortune 500, qui ne concerne que les entreprises des États-Unis